# Асатрян, Ваагн Феликсович
Ваагн Феликсович Асатрян (арм. Վահագն Ֆելիքսի Ասատրյան; 18 января 1977, Касах, Наирийский район — 12 октября 2020, Гадрут, Нагорный Карабах) — армянский военный деятель, полковник ВC Армении, Национальный Герой Армении (2020, посмертно).

## Биография
Родился в 18 января 1977 года в деревне Касах Наирийского района Армянской ССР.
Ваагн Асатрян участвовал во Второй Карабахской войне, за отличие в которой посмертно был удостоен звания Национального героя Армении.
Погиб 12 октября 2020 года в городе Гадруте, регион Нагорный Карабах. Похоронен на кладбище Ераблур.

## Награды и почести
- 15 октября 2020 года Премьер-министр Республики Армения Никол Пашинян подал ходатайство Президенту Республики о присвоении полковнику Ваагну Асатряну посмертно звания Национального Героя. В тот же день Указом Президента Республики Армения Армена Саркисяна Ваагн Асатрян был посмертно награжден Орденом Отечества за выдающиеся заслуги в защите и безопасности Родины, самоотверженность во время боевых действий и удостоен звания Национального Героя Армении[3].
- Медаль «За заслуги перед Отечеством» II степени (23 мая 2014 года) — По случаю Дня Республики, за значительный вклад, внесённый в обеспечение боеготовности войск[4].

## Личная жизнь
Был женат, отец двоих сыновей.